# Alojzij Cvikl
Alojzij Cvikl, né le 19 juin 1955 à Celje en RS slovène alors faisant parti de la Yougoslavie, est un évêque slovène, archevêque de Maribor depuis 2015.

## Jeunesse
Cvikl naît en Yougoslavie. Il entre dans la Compagnie de Jésus, et est ordonné diacre puis prêtre en 1983 par Jožef Smej (en). Il prononce ses voeux solennels le 15 août 1993.

## Archevêque
Dès 1995, Cvikl supervise les institutions jésuites en Slovénie, désormais indépendante. Il garde se poste jusqu'en 2001 où il devient recteur du Séminaire pontifical russe à Rome. Durant les années 2010, l'archidiocèse de Maribor connait des difficultés financières majeures dû à la gestion de Marjan Turnšek. Cvikl fait alors parti des personnes en charge de remettre le juridiction en ordre. Au cours de ce processus, il est fait archevêque en 2015. Il est consacré à ce poste en avril par le nonce apostolique Juliusz Janusz assisté de Stanislav Lipovšek (en) et de Jožef Smej (en), qui l'avait consacré comme prête plus de 30 ans plus tôt.

## Succession apostolique
Cvikl a ordonné les évêques suivants :
- Comme co-consécrateur :
  - Évêque Josef Marketz (de) (2020)